# 6543 Senna
6543 Senna (1985 TP3) là một tiểu hành tinh vành đai chính được phát hiện ngày 11 tháng 10 năm 1985 bởi C. S. Shoemaker ở Palomar.